# Aenictus
Aenictus är ett släkte av myror. Aenictus ingår i familjen myror.

## Bildgalleri

## Dottertaxa tillAenictus, i alfabetisk ordning[1]
- Aenictus abeillei
- Aenictus alluaudi
- Aenictus alticola
- Aenictus ambiguus
- Aenictus anceps
- Aenictus annae
- Aenictus aratus
- Aenictus artipus
- Aenictus arya
- Aenictus asantei
- Aenictus asperivalvus
- Aenictus bakeri
- Aenictus bayoni
- Aenictus binghami
- Aenictus biroi
- Aenictus bottegoi
- Aenictus brazzai
- Aenictus brevicornis
- Aenictus buttelreepeni
- Aenictus buttgenbachi
- Aenictus camposi
- Aenictus certus
- Aenictus ceylonicus
- Aenictus chapmani
- Aenictus clavatus
- Aenictus clavitibia
- Aenictus congolensis
- Aenictus cornutus
- Aenictus crucifer
- Aenictus currax
- Aenictus decolor
- Aenictus dentatus
- Aenictus dlusskyi
- Aenictus doryloides
- Aenictus eugenii
- Aenictus exilis
- Aenictus feae
- Aenictus fergusoni
- Aenictus foreli
- Aenictus furculatus
- Aenictus furibundus
- Aenictus fuscipennis
- Aenictus fuscovarius
- Aenictus gibbosus
- Aenictus gleadowii
- Aenictus gracilis
- Aenictus grandis
- Aenictus hamifer
- Aenictus hilli
- Aenictus hottai
- Aenictus humeralis
- Aenictus huonicus
- Aenictus icarus
- Aenictus idoneus
- Aenictus inconspicuus
- Aenictus jacobsoni
- Aenictus javanus
- Aenictus laeviceps
- Aenictus latifemoratus
- Aenictus latiscapus
- Aenictus leliepvrei
- Aenictus lifuiae
- Aenictus longi
- Aenictus luteus
- Aenictus luzoni
- Aenictus mariae
- Aenictus maroccanus
- Aenictus mauritanicus
- Aenictus mentu
- Aenictus minutulus
- Aenictus mocsaryi
- Aenictus moebii
- Aenictus mutatus
- Aenictus nganduensis
- Aenictus obscurus
- Aenictus pachycerus
- Aenictus peguensis
- Aenictus pharoa
- Aenictus philiporum
- Aenictus philippinensis
- Aenictus piercei
- Aenictus porizonoides
- Aenictus powersi
- Aenictus pubescens
- Aenictus punctiventris
- Aenictus punensis
- Aenictus rabori
- Aenictus raptor
- Aenictus reyesi
- Aenictus rhodiensis
- Aenictus rixator
- Aenictus rotundatus
- Aenictus rougieri
- Aenictus sagei
- Aenictus schneirlai
- Aenictus shuckardi
- Aenictus silvestrii
- Aenictus soudanicus
- Aenictus spathifer
- Aenictus steindachneri
- Aenictus sumatrensis
- Aenictus togoensis
- Aenictus trigonus
- Aenictus vagans
- Aenictus vaucheri
- Aenictus weissi
- Aenictus westwoodi
- Aenictus villiersi
- Aenictus wroughtonii